# Руда (Янівський повіт)
Руда (пол. Ruda) — село в Польщі, у гміні Янів-Любельський Янівського повіту Люблінського воєводства.
Населення — 459 осіб (2011).
У 1975-1998 роках село належало до Тарнобжезького воєводства.

## Демографія
Демографічна структура станом на 31 березня 2011 року:
|          | Загалом | Допрацездатний вік | Працездатний вік | Постпрацездатний вік |
| -------- | ------- | ------------------ | ---------------- | -------------------- |
| Чоловіки | 226     | 35                 | 174              | 17                   |
| Жінки    | 233     | 47                 | 140              | 46                   |
| Разом    | 459     | 82                 | 314              | 63                   |